# (35859) 1999 JN66
1999 JN66 (asteroide 35859) é um asteroide da cintura principal. Possui uma excentricidade de 0.23817360 e uma inclinação de 1.51260º.
Este asteroide foi descoberto no dia 12 de maio de 1999 por LINEAR em Socorro.